# 1983年英國大選
1983年英國大選，時任英國首相柴契爾夫人憑籍福克蘭戰爭的勝利，領導保守黨第二次贏得大選。伴随着战争而来的强烈的爱国主义情绪，加强了柴契爾夫人为首的政府的权威，柴契爾夫人宣布於1983年提前大選。最終保守黨取得397席，是自1945年最多的議席。工黨慘敗，是自1945年第二次世界大戰結束以來，戰績最差的一次。自由黨與由原工黨分裂的社會民主黨結盟後，取得23席，選票大輻增加，儘管議席上無法取代工黨和保守黨二大政黨的地位。
值得一提的是，後來出任英國首相、工黨的東尼·布萊爾和戈登·布朗，在這一年當選英國下議院議員，正式進入英國政壇。

## 外部連結
- The Challenge of Our Times - 1983 Conservative manifesto.
- The New Hope for Britain - 1983 Labour Party manifesto.
- Working Together for Britain - SDP-Liberal Alliance manifesto.